# Doraemon: Nobita và hành tinh muông thú
Doraemon: Nobita và hành tinh muông thú (Nhật: ドラえもん のび太とアニマル惑星 n.đ. Doraemon: Nobita và hành tinh động vật) là một bộ phim điện ảnh anime thể loại khoa học viễn tưởng sản xuất năm 1990 của đạo diễn Shibayama Tsutomu, nằm trong loạt manga và anime Doraemon. Là bộ phim điện ảnh thứ 11 trong loạt phim điện ảnh Doraemon. Trước khi chính thức công chiếu vào tháng 3 năm 1990, Fujiko F. Fujio đã đăng tiếp toàn bộ nội dung truyện trên tạp chí CoroCoro Comic của nhà xuất bản Shogakukan, sau đó được xuất bản dưới dạng tankōbon và trở thành tập manga thứ mười thuộc xê-ri truyện dài Doraemon. Truyện phim mở đầu với hình ảnh Nobita lạc vào vầng mây hồng kỳ bí, ở đó cậu gặp được các con thú biết nói chuyện như con người. Vì nghĩ là mơ, cậu đã nói cho mọi người nghe khi trở về nhưng bị mọi người cười vì giấc mơ quá trẻ con. Lần tiếp theo cậu tiếp tục bị lạc vào vầng mây hồng, Doraemon lén theo dõi và phát hiện những gì cậu đã nói không phải chỉ là mơ như cậu đã nghĩ. Sau đó, cùng với các bạn đến đây lần nữa và giúp cư dân hành tinh này đánh đuổi hành tinh đen xấu xa.
Sau khi công chiếu tại Nhật Bản, Toho đã phân phối Doraemon: Nobita to Animal Planet dưới định dạng VHS và DVD, đồng thời được trình chiếu tại một số quốc gia khác. Tại Việt Nam, Doraemon: Nobita to Animal Planet được giới thiệu trước tiên qua phiên bản manga của Nhà xuất bản Kim Đồng dưới tựa Ngôi sao cảm. Ngoài ra, Công ty Điện ảnh Thành phố Hồ Chí Minh & Hãng phim Phương Nam còn phát hành phim bằng hình thức VCD thuyết minh tiếng Việt. Sau đó phim đã được TVM Corp. mua  bản quyền, phát sóng trên kênh HTV3 vào ngày 7 tháng 12 năm 2012 bằng hình thức lồng tiếng Việt dưới tựa Nobita và hành tinh muông thú. Bài hát mở đầu là Doraemon do Huyền Chi trình bày và Vì ta là người là bài hát kết thúc do Tiến Đạt trình bày.
Doraemon: Nobita to Animal Planet đã đoạt danh hiệu Giải Bạc Xuất Sắc của giải Golden Gross lần thứ tám năm 1990 trong hạng mục "Phim điện ảnh quốc gia Nhật Bản" nhờ thành tích nổi bật về doanh thu phòng vé (đạt 1.9 tỉ yên). Năm 2008, Doraemon: Nobita to Animal Planet còn được dựng thành một vở kịch.

## Nội dung
Nobita đi lạc vào một đám mây màu hồng huyền ảo, sau đó cậu ta và Doraemon được đưa vào một thế giới động vật khác lạ. Ở đó họ cứu được Chippo (Xita) – con của cảnh sát Wangeru. Hôm sau cả hai rủ thêm Shizuka đi cùng và biết được thêm nhiều điều bí ẩn về hành tinh muông thú (Ngôi sao cảm). Trong khi đó Suneo và Jaian cũng lẻn đi theo và biết được kế hoạch thám hiểm của Chippo. Lúc về Nhật Bản, cả nhóm Doraemon đã biết được những bí ẩn mà Chippo đề cập. Lần sau quay lại, hành tinh muôn thú đã bị bọn người Nimuge đến từ Hành tinh Nimuge uy hiếp và bắt cóc Romi - em họ của Chippo. Biết tin, Nobita được cử lên Hành tinh Ninuge và may mắn cứu được Romi. Công việc xong, nhóm bạn chuẩn bị vũ khí cho cuộc chiến ngày mai. Mọi chuyện trở nên nghiêm trọng khi bọn người Nimuge đem quân xâm lược hành tinh muông thú. Bọn người ấy đang chiếm thế chủ động thì đội cảnh sát vũ trụ đến ứng cứu cho hành tinh muông thú và cả nhóm Doraemon trở về Trái Đất an toàn. Kế hoạch phá bỏ khu rừng cạnh trường học để mở rộng thành phố bị đình chỉ vô thời hạn.

## Lồng tiếng
| Nhân vật        | Diễn viên lồng tiếng                   | Diễn viên lồng tiếng         |
| Nhân vật        | Tiếng Nhật                             | Tiếng Việt                   |
| --------------- | -------------------------------------- | ---------------------------- |
| Doraemon        | Ōyama Nobuyo                           | Thùy Tiên                    |
| Nobita          | Ohara Noriko                           | Anh Tuấn                     |
| Shizuka         | Nomura Michiko                         | Ngọc Châu                    |
| Jaian           | Tatekabe Kazuya                        | Quốc Tín                     |
| Suneo           | Kimotsuki Kaneta                       | Minh Vũ                      |
| Chippo          | Tanaka Mayumi                          | Hoàng Sơn                    |
| Romi            | Nishihara Kumiko                       | Ái Phương                    |
| Ba Chippo       |                                        | Trần Vũ                      |
| Đội quân Nimuge | Jūrōta Kosugi Katsuji Mori Toku Nishio | Trường Tân (Thủ lĩnh Nimuge) |

Nobita to Animal Planet do Shibayama Tsutomu đạo diễn, Fujiko F. Fujio viết kịch bản và Kikuchi Shunsuke soạn nhạc, công chiếu vào ngày 10 tháng 3 năm 1990 với thời lượng 100 phút. Bài hát mở đầu phim là "Doraemon no Uta" (ドラえもんのうた, tạm dịch "Bài hát về Doraemon") do Yamano Satoko trình bày và bài hát kết thúc là "Ten Made Todoke" (天までとどけ, tạm dịch "Hãy vươn lên trời xanh") do Takeda Tetsuya trình bày. Một trailer giới thiệu được công bố trước đó và ngày nay vẫn có thể xem trên website chính thức của phim Doraemon. Ngày 1 tháng 12 năm 1990, Toho đã phân phối phim dưới định dạng VHS, Ngày 18 tháng 7 năm 1997, Pony Canyon cũng cho ra mắt định dạng VHS của phim. Ngày 20 tháng 11 năm 2002, cũng chính công ty này lần đầu tiên cho ra mắt định dạng DVD của Nobita to Animal Planet. Pony Canyon sau đó tái phát hành DVD giá ưu đãi vào tháng 10 năm 2010 nhân kỷ niệm 30 năm xê-ri phim điện ảnh Doraemon công chiếu.
Sau khi công chiếu tại Nhật Bản, Nobita to Animal Planet tiếp tục được giới thiệu ở một số quốc gia khác, đa phần là chiếu trên truyền hình. Tại Hồng Kông, được phát sóng trên truyền hình TVB vào ngày 14 tháng 4 năm 2006, tại Philippines được phát sóng trên GMA Network vào ngày 1 tháng 7 năm 2012, tại Ấn Độ được phát sóng trên kênh Disney Channel vào ngày 17 tháng 6 năm 2018 và tại Tây Ban Nha được Luk International cấp phép phát hành trong định dạng DVD vào ngày 5 tháng 7 năm 2008. Nobita to Animal Planet cũng được ra mắt ở Đài Loan dưới định dạng VHS lồng tiếng Trung và ở Việt Nam ra mắt lần đầu dưới định dạng VCD thuyết minh tiếng Việt bởi Công ty Điện ảnh Thành phố Hồ Chí Minh (nay là Công ty Cổ phần Truyền thông - Điện ảnh Sài Gòn). Về sau ngày 7 tháng 12 năm 2012, được trình chiếu lại trên kênh truyền hình HTV3 với phiên bản lồng tiếng Việt, các ca khúc chủ đề được Việt hóa từ phiên bản tiếng Nhật. Ca khúc mở đầu là "Doraemon" do Huyền Chi trình bày và kết thúc "Vì ta là người" do Tiến Đạt trình bày.

## Truyền thông

Bìa manga Nobita to Animal Planet xuất bản tại Nhật Bản bởi Shogakukan vào năm 1990.

Tháng 9 năm 1989, Fujiko F. Fujio cho đăng toàn bộ manga Nobita to Animal Planet, kéo dài sáu kỳ từ số tháng 10 năm 1989 đến số tháng 3 năm 1990 của CoroCoro Comic. Ngày 27 tháng 10 năm 1990, tankōbonbiên tập lại các chương trước đó được Shogakukan ra mắt dưới ấn hiệu Tentomushi Comics, trở thành tập thứ mười của loạt manga Daichōhen Doraemon (大長編ドラえもん, Doraemon truyện dài). Các tập trong loạt manga này đóng vai trò như những phiên bản truyện tranh tương ứng của các bộ phim điện ảnh Doraemon hàng năm, với một số khác biệt trong kịch bản.
Tháng 7 năm 1996, một ấn bản bìa mềm khổ nhỏ hơn được ra mắt nhằm kỷ niệm sự thành công của loạt phim chủ đề suốt 15 năm. Tháng 12 năm 2011, tái xuất hiện trong quyển thứ tư của tuyển tập Fujiko F. Fujio Toàn tập (藤子・Ｆ・不二雄大全集 Fujiko F. Fujio Daizenshū) dành cho loạt Daichōhen. Một phiên bản truyện tranh màu chuyển tải những hình họa trong anime đã qua biên tập phát hành vào tháng 12 năm 2010. Tháng 8 năm 2008, Nobita no Animal Planet được dựng thành một vở kịch trình diễn tại nhà hát Kitakyushu, và được trình diễn lại vào năm 2017.
Manga Nobita no Animal Planet được Nhà xuất bản Kim Đồng ấn hành lần đầu tại Việt Nam vào thập niên 1990 với tên Ngôi sao cảm. Tựa của bộ truyện phiên âm thành Đôrêmon còn tên nhân vật được sửa đổi cho quen thuộc với cách đọc của thiếu nhi Việt Nam (xem thêm: Doraemon tại Việt Nam). Từ năm 2010, sau khi Kim Đồng tái phát hành bộ truyện Doraemon mới trong đó đổi lại tựa đề, tên nhân vật cũng như bản dịch trên tinh thần bám sát nguyên tác, nhan đề tập truyện cũng được thay thành Nobita và hành tinh muông thú. Là một phần của bộ truyện tranh nổi tiếng có những tác động văn hóa nhất định ở Việt Nam, Doraemon: Nobita và hành tinh muông thú đã trải qua nhiều lần tái bản. Kim Đồng cũng phát hành ấn bản truyện màu biên tập hình họa từ phim anime. Tập truyện này cũng được mua bản quyền phát hành tại Thái Lan bởi Nation Edutainment, tại Đài Loan bởi Nhà xuất bản Thanh Văn, và tại Hồng Kông bởi Culturecom Holdings.